# داروينية مخضوضرة
داروينية مخضوضرة (الاسم العلمي:Darwinia virescens) هي نوع من النباتات تتبع جنس الداروينية من فصيلة الآسية. تم وصف هذا النوع من النبات علمياً لأول مرة من قبل جورج بنتام وكارل مايسنر سنة 1865.